# Оподаткування в Угорщині
В Угорській Республіці всі податки поділяються передусім на прямі та непрямі. До прямих належать податок на прибуток підприємств, особистий прибутковий податок, відрахування на соціальне страхування, податкові платежі до основних недержавних фондів, місцеві податки; до непрямих — податок на додану вартість, акцизні збори.
Податкова система Угорської Республіки спрямована на:
- забезпечення одержання такої суми доходів, якої було б достатньо для фінансового забезпечення всіх витрат держави;

- уніфікацію оподаткування з різних джерел доходів;

- досягнення рівності в оподаткуванні різних суб'єктів.

## Податкова реформа в Угорщині
Початок змін у механізмі оподаткування в Угорщині випав на кінець 90-х років ХХ століття. До початку реформи угорська система оподаткування регулювалася численними нормативно-правовими актами. Сьогодні ж в країні існує лише декілька законів, які чітко регламентують фундаментальні питання оподаткування (правовий статус платників податків, база оподаткування, порядок обчислення та сплати податків).
Нової форми податкова система Угорщини набула 1997 року, коли був прийнятий базовий закон у сфері оподаткування.

## Види основних податків в Угорщині та їх ставки
Основою податкової системи є три групи податків: прибуткові податки, податки з обороту, місцеві податки.
Прибуткові податки
Прибутковий податок в Угорщині сплачують будь-які суб'єкти комерційної діяльності, які діють на її території. Суб'єкти, що є резидентами Угорщини повинні також сплачувати вказаний податок з здійснення господарської діяльності закордоном. Під звільнення від цієї категорії податків підпадають суб'єкти, діяльність яких не передбачає отримання прибутку (напр. благодійні фонди).
Питання обрахування та стягнення податків регулюється двома основними законами: закон про бухгалтерський облік (ним визначаєтться порядок вирахування прибутку); закон про оподаткування (містить положення, відповідно до яких прибуток зменшується).
Серед обставин, які впливають на вирахування прибутку в бік зменшення виділяють:
1. 20 відсотків прямих витрат, які суб'єкт господарювання спрямовує на дослідження та розробки;
2. у разі надання роботи учням професійно-технічних училищ — 6000 форинтів на місяць;
3. у разі надання робочого місця безробітній особі;
4. сума ренти соціального страхування протягом одного року (крім обліку її як виробничі витрати).

Закон про бухгалтерський облік регламентує строки амортизації: для вартості матеріальних прав — шість років або більше, для вартості фірми — від 5 до 15 років. Для великої групи машин і устаткування норма амортизаційних відрахувань як витрат — ЗО %, для надточних машин і устаткування — 33 %. Ставка корпоративного податку — 18 %.
Податкове законодавство Угорщини передбачає пільгові механізми для інвесторів. У випадку, якщо підприємець створює виробничі потужності, які дозволяють виготовляти продукцію по всій країні сумарною вартістю не менше як один мільярд форинтів, то йому протягом п'яти років надається податкова пільга в розмірі 50 %. В умовах, коли такі потужності формуються у пріоритетних регіонах або ж у промислових зонах, то податкова пільга складає 100 % строком до п'яти років.
Механізм оподаткування в Угорщині передбачає ряд заохочень для підприємців у галузі наукових досліджень. З 2002 року прийнятий закон, який встановлює 200 % пільгу для суб'єктів господарювання, які фінансують такі дослідження.
В Країні існує оподаткування офшорних суб'єктів господарювання. Ставка такого оподаткування становить 3 %.
Угорське податкове законодавство визначає, що у випадку надання позики з відсотком нижчим від облікової ставки центрального банку Угорщини, різниця між відсотком зобов'язальних відносин, які виникли і обліковою ставкою є доходом, а тому підлягає оподаткування за спеціальною ставкою — 44 %.
Податок на прибуток фізичних осіб є доволі диференційованим і залежить від різних факторів. Зокрема в країні встановлена максимальна межа оподаткування прибутку фізичних осіб — 60 %. При цьому варто звернути увагу, що громадяни, чий дохід не перевищує 48 тисяч форинтів на рік не сплачують цей податок взагалі. Загалом механізм оподаткування прибутку фізичних осіб передбачає пропорційне збільшення податкового навантаження до рівня доходів громадян. Відтак, якщо громадян отримує в рік від 48 тисяч до 70 тисяч форинтів, то він сплачує 20 % суми. Якщо ж сума понад 800 тисяч форинтів, то податок сягає 60 відсотків.
Пенсії в країні оподаткуванню не підлягають.

Податки з обороту
Податок з обороту включає у себе три елементи: загальний податок з обороту, податок на споживання й акцизний податок.
Загальний податок з обороту це аналог українського ПДВ. Від 1 січня 2012 року угорський уряд підвищив основну ставку ПДВ з 25 % до 27 %, що вивело державу в лідери за цим показником поміж державами ЄС.
Пільгова ставка податку (12 %) поширюється на продукти харчування, енергоносії, окремі фармацевтичні товари та лікувальні препарати, екологічно важливі вироби, а також на культурні, наукові, транспортні та готельні послуги. Для обмеженого кола ліків установлена нульова ставка податку, під цю ставку підпадає і експорт (загалом 48 позицій товарів).
Філіал іноземної компанії або підприємництва є суб'єктом оподаткування з правом вирахування сплаченого раніше податку, проте право на відшкодування податку має у своєму розпорядженні виключно іноземний підприємець.

Податок на споживання включає у себе оподаткування смажену каву, коштовності, вироби з дорогоцінних металів, виноградне вино, легкові автомобілі.

Акциз поширюється на нафту, спиртні напої, пиво, шампанські вина, продукти переробки спиртів, тютюнові вироби. Суб'єкт оподаткування в цьому випадку — завод — виробник, організація, що займається складуванням, зберіганням та реалізацією, і приватна особа.

Місцеві податки
До місцевих податків відносять: промисловий податок, податок на майно, комунальний податок.

## Інші податки
Податкове законодавство Угорщини передбачає ряд інших податків:
- енергетичний податок (податковою базою є кількість електроенергії, виражена у мегават-годинах (252 форинти/мегават-годину), або ж кількість природного газу, виражена гігаджоулями (75,60 форинтів/ГДж);
- екологічні податкові збори;
- банківський податок;
- тимчасові галузеві податки;
- податок з вихідної допомоги;
- податок на азарт;
- аварійний податок;
- податок зі шкідливих продуктів харчування.